# دانیلو گابریل دی آندراده
دانیلو گابریل دی آندراده (به پرتغالی: Danilo Gabriel de Andrade) هافبک اهل برزیل است که در شهر São Gotardo, میناس گرایس و در تاریخ ۱۱ ژوئن ۱۹۷۹ به دنیا آمده‌است.
دانیلو گابریل دی آندراده در تیم‌های فوتبال Goiás ،سائوپائولو،کاشیما آنتلرز،کورینتیانس سابقهٔ حضور دارد.